# 山藤桃子
山藤 桃子（やまふじ ももこ、2月14日 - ）は、日本の声優、舞台女優。埼玉県出身。81プロデュース所属。

## 略歴
役者として舞台等に出演する一方で、2017年4月1日より81プロデュースに所属し、声優活動も開始。
2015年6月から閉店の2017年まで、アニマックスCAFEでキャストとして勤務していた。

## 人物
趣味・特技にはアイドル鑑賞、謎解き、剣道、スポーツをそれぞれ挙げている。

## 出演

### テレビアニメ
2018年
- カードファイト!! ヴァンガードG Z（少年B）
- ポチっと発明 ピカちんキット（子供A、男子）
- メジャーセカンド（永井）
- ベイブレードバースト 超ゼツ（2018年 - 2019年、今丹キメル）
- ゾイドワイルド（子供たち）

2019年
- キラキラハッピー★ ひらけ!ここたま（圭介）

2024年
- 新テニスの王子様 U-17 WORLD CUP SEMIFINAL（ドイツテニスアカデミーの生徒たち）

### Webアニメ
- ベイブレードバースト スパーキング（2020年、少年ブレーダーたち）

### ゲーム
- 東京ドラゴンシティ（2017年、マリア、卑弥呼、稲姫）
- クイズRPG 魔法使いと黒猫のウィズ（2018年、ラガッツ・ファンテ[5][6]）
- 23/7 トゥエンティースリーセブン（2018年、アテナ）

### BLCD
- ララの結婚（ウルジ少年）
- 知ってるよ。-君とふたりで-

### オーディオブック
- とある飛空士への誓約1（イリア・クライシュミット、ハチドリの母）
- 夏の終わりとリセット彼女（保健の先生、唐井 ほか[7]）

### 吹き替え

#### 映画
- THE UPSIDE 最強のふたり（アンソニー・スコット〈ジャヒ・ディアロ・ウィンストン〉）

- アンダードッグス（ドウェイン）

#### ドラマ
- エレメンタリー ホームズ&ワトソン in NY シーズン7（ダラ、アーサー）
- Titans/タイタンズ（英語版）（少年1、選手少年1）
- リーサル・ウェポン シーズン2（ベン〈ダンカン・ジョイナー〉）
- レイブンのウチはチョー大変!（ミッチ〈ディラン・フランケル〉）

#### アニメ
- おっはよー!アンクル・グランパ（男の子、女上司）
- ムーミン谷のなかまたち（おしゃまさん）
- きかんしゃトーマス（ディーゼル[8]）
  - きかんしゃトーマス めざせ!夢のチャンピオンカップ（2023年、ディーゼル[9][10][11]）
  - きかんしゃトーマス 大冒険!ルックアウトマウンテンとひみつのトンネル（2024年、ディーゼル[12]）
  - きかんしゃトーマス ぼくのたいせつなともだち（2025年、ディーゼル[13]）
- 天官賜福 貮（2024年、神官、鬼、女湯客、女、皇族の女）
- イワジュ（インカ）

### 舞台
- 天才劇団バカバッカvol.12 「ザ・ランド・オブ・レインボウズ」（2013年12月11日 - 15日、六行会ホール）[14]
- ラフメーカー ロングラン公演 2015・春「面影橋で逢いましょう」（2015年4月21日 - 29日、新宿眼科画廊）[15]
- 劇団ズッキュン娘 第8回公演「2番目でもいいの♡」（2015年8月14日 - 16日、南大塚ホール、再演）[16]
- 劇団ズッキュン娘 第9回公演「シャバダバダ！」（2016年4月29日 - 5月2日、吉祥寺シアター）[17]
- あいたま（2017年10月6日 - 9日、新宿シアター・ミラクル） - 久米直己 役[18]

### その他コンテンツ
- おおきなぞうとあっちゃんの星（プラネタリウム、くるくる星）
- 雪があたたかいなんていままで知らなかった スペシャルムービー（澤村千尋）